# 숀 드로버
숀 드로버(Shawn Drover, 1966년 5월 5일 ~ )의 헤비메탈 밴드 메가데스의 드러머이다. 또한 동생은 메가데스의 전 기타리스트 글렌 드로버이다.